# Теодорос Загоракис
Теодорас Загоракис (на гръцки: Θοδωρής Ζαγοράκης) е гръцки футболист, играч на ПАОК Солун и гръцкия национален отбор. Рекордьор по мачове за своята страна. Капитан е на шампионския състав на Гърция на Евро 2004. Във всичките си клубни тимове и в националния тим винаги Загоракис играе с номер 7.

## Клубна кариера
Загоракис започва кариерата си във ФК Кавала. Той помага на тима да се класира за втора дивизия на Гърция. През 1992 година се присъединява към ПАОК Солун. Там остава до 1997 година, след което преминава в Лестър Сити. Мениджърът Мартин О'Нийл не го използва редовно като титуляр, и Тео се завръща в Гърция с екипа на АЕК. Най-известните му съотборници в АЕК са Михайлис Капсис, Демис Николаидис и легендата на тима Василиос Циартас. През 2002 година печели купата на Гърция с АЕК. През юли 2004 година отива да играе в Болоня. Там играе само 1 сезон и напуска, след като тима изпада. През 2005 година се завръща в ПАОК. 7000 привърженици го посрещат при представянето му. От 2010 година е президент на ПАОК.